# くるみん
くるみんとは、「くるみんマーク」、「くるみん認定マーク」、「次世代認定マーク」、｢次世代育成支援認定マーク」などと呼ばれるものの愛称名。少子化対策を計り、子育て支援など一定の基準を満たした企業や法人などが厚生労働省により認定され、そのマークを広告や商品（役務も含む）などに付け加えることができるもの。

## 概要
2003年（平成15年）7月に成立、公布された「次世代育成支援対策推進法」により、301人以上の労働者を雇用する企業や法人などの雇用主は日本の社会や経済に深刻な問題である少子化に対処する「一般事業主行動計画」を策定し届け出をしなければならない。また雇用者が300人以下の企業などは努力義務とされる。
その計画は2004年（平成16年）度末までに策定し、2005年（平成17年）度以降、速やかに届け出なければならない。届け出し、申請して認定されるには男性の育児休業等取得者が過去三年間で最低一人いること、しかも女性の育児休業等取得率が70%以上などの厚生労働省令で定める基準に適合しなければならない。
2015年（平成27年）4月1日、くるみん認定を既に受けた企業に対し、継続的な取組を促進するため、新たにプラチナくるみん認定がはじまった。
次世代育成支援対策推進法の施行規則の改正に伴い認定基準の改正があり、新基準の適用日である2017年（平成29年）4月1日には、「くるみんマーク」の見直しも行った。最新の認定取得年を記載し、これまで認定を受けた回数の星印（☆）が記載されることになった。

## マークの意味と使用
少子化対策として子育て支援に積極的に取り組む企業などへの認定マークを決め、そのマークの愛称を「くるみん」と呼んでいる。認定を受けた企業が広告等で用い、子育て支援等の取り組みを行っていることをアピールできるマーク。厚労省は、学生や求職者に対し、企業研究の指標の一つとして活用を促している。
「くるみん」は包む（くるむ）を表し、赤ちゃんを優しく、暖かく「おくるみ」で包むことを表したもので一般公募から新潟県と神奈川県の二名の者が名付けて選ばれた愛称である。マークは赤ちゃんが優しく包まれる事を表すとともに企業とその職場ぐるみの少子化問題や子育てに取り組む事も表している。
このマークを使用している企業は子育てに十分な対応策を採っているもので、確かな家族計画を持つ家庭や子育てに悩む家族などからその企業に勤務をしたいと望む人が増えると考えられ、企業側と子育てを含む消費者側の双方にとって利点とされる。また環境問題とともに日本の深刻な少子化問題に積極的に取り組む企業であることも表している。
- マークを使用できるもの
  - 商品やその広告や広報（印刷物やインターネットなどによる）に付加、添付が出来る。
  - サービス業の役務の広告や役務上の制服や器具、車、作業場などにも使用できる。
  - 雇用者の募集広告や募集などの案内文書紙面
  - 企業の公式文書や通信に関るものなど。
  - 企業等に雇用される従業員のモラールの向上

2008年（平成20年）、埼玉県において「くるみん」認定企業は埼玉りそな銀行を含め3社だけであったが、2016年（平成28年）10月現在、70社まで増加した。

### くるみんマーク・プラチナくるみんマーク
- 「くるみんマーク」は、「子育てサポート企業」として、厚生労働大臣の認定（くるみん認定）を受けた企業の証で、2016年（平成28年）9月末時点で2,657社。
- 「プラチナくるみんマーク」は、2015年（平成27年）4月1日開始した認定制度で、くるみん認定を既に受け、相当程度両立支援の制度の導入や利用が進み、高い水準の取組を行っている企業を評価しつつ、継続的な取組を促進するためのもの。2016年（平成28年）9月末時点で106社、2019年（平成31年）4月末時点で285企業（公表することに了解を得た企業のみ）。

## 優遇措置

### くるみん税制
くるみん認定、プラチナくるみん認定を受けた場合に、その資産について、割増償却ができることとするもの。2018年3月31日までの制度で、認定を受けた事業年度から起算して、くるみんは1年間、プラチナくるみんは3年間、対象資産の割増償却が可能となった。

### 公共調達の加点
公共調達において、ワーク・ライフ・バランス等を推進する企業を積極的に評価し、これらの企業の受注機会の増大を図る観点から、総合評価落札方式または企画競争による調達を行うときに加点される。配点基準は省庁により異なり、2016（平成28）年度より開始された。

## 都道府県別の認定状況
認定を得た企業などの一覧は、下記外部リンクの節「くるみん認定及びプラチナくるみん認定企業名都道府県別一覧」（厚生労働省）を参照。